# Марија Гулегина
Марија Гулегина (рус. Мария Агасовна Гулегина; Одеса, 9. август 1959) је оперска певачица (сопран). Завршила је Конзерваторијум у Минску.

## Биографија
Марија Гулегина је рођена је у Одеси, Украјина (за време совјетске ере), од оца арменијског и мајке украјинског порекла, где је у Музичком конзерваторијуму студирала певање код Евгенија Николајевича Иванова (под чијим је водством остала и после дипломирања). Гулегина је држављанин Луксембурга, где живи са породицом.

## Каријера
Гулегина је дебитовала на сцени 1985. као Јоланта у Државној опери у Минску (Белорусија) непосредно пре него што је напустила СССР да би наставила међународну каријеру.
Њен међународни деби догодио се 1987. као Амелија (насупрот Рикарду којег је играо Лучано Павароти) у продукцији Бала под маскама у Миланској скали. Уследиле су главне улоге у Два Фоскарија, Манон Леску и Тоски, а убрзо је била ангажована за наступе у Бечу, Минхену, Хамбургу, Лондону и другим великим европским оперским кућама. Дебитовала је у Париској опери 1995. године у улози Абигејл у Набуку.
Њен амерички деби догодио се у Метрополитен опери у јануару 1991, где је певала Мадалену у Андреји Шенијеу. Такође је наступала у Опери Сан Франциска и Лирској опери у Чикагу, додајући главне улоге сопрана у делима као што су Ернани и Симон Боканегра. Касније је додала и друге захтевне улоге као што су Одабела у Атили и Лејди Магбет у Магбету, свом све већем репертоару. Такође је дебитовала у Маринском театру у Санкт Петербургу 1992. као Лиза у Пиковој дами Петра Чајковског.
Гулегина је такође много пута наступала у Јапану (два пута у склопу турнеја Миланске скале) и тамо има базу обожавалаца. Већина је сматра једним од водећих драмских сопрана своје генерације. У великој мери јој се диве због топлог и богатог гласа, снажног сценског присуства и апсолутног драмског опредељења за њене улоге на сцени. Певала је уводну арију (Аида) на званичном отварању нове зграде опере у Ослу. Током новембра 2009. играла је као Турандот у опери Турандот у Мету у Њујорку. Она је представљала Русију певањем на церемонији затварања Зимских олимпијских игара 2010. у Ванкуверу приликом примопредаје олимпијске заставе. Гулегина је такође учествовала на церемонији отварања Зимских параолимпијских игара 2014, певајући „ Козачку успаванку“ на врху ледоломца који ју је носио стадионом.
После 10 година одсуства, Гулегина се вратила у Краљевску оперу да изведе Тоску (фебруар 2016). Такође се вратила у московски Бољшој театар као Еболи у Вердијевом епу Дон Карлос.
Године 2017. наступила је као Пучинијев Турандот  у Метрополитен опери и исте године у Вердијевом Набуку у улози Абигејл.
Године 2018. дебитовала је за Вагнера као Кундри у Парсифалу у Маријинском театру код Валерија Гергијева. Године 2019. поновила је улогу у Софијској националној опери под управом Константина Тринкса .
Гулегина је добила бројне награде и признања.